# Латинские аффиксы и основы в русском языке
Латинские аффиксы в русском языке — словообразующие аффиксы (приставки и суффиксы), происходящие из латыни и продуктивные в русском языке.
Русский язык использует многие латинские аффиксы, которые зачастую сохранили и форму, и значение из латыни.
Очень большое количество латинских числительных также продуктивны в русском языке (умножающие приставки).

## Суффиксы
Суффиксы образуют производные от имени или глагола, глагольная основа при этом бывает трёх типов: глагольный корень, основа инфекта, основа супина.
- -ура от лат. -ūra «действие, результат действия»: например, кандидатура
- -ория от лат. -orium «место действия»: например, аудитория, консерватория
- -ор от лат. -or «действующее лицо»: например, ректор
- -ция от лат. -io, «действие»: например, обструкция

## Префиксы
Основная статья Русские префиксы латинского происхождения
- де-, дез- (от лат. de- «порознь; отмена») — приставка, означающая: отсутствие, отмену, устранение чего-либо (например, демобилизация, дегазация) или движение вниз, понижение (например, девальвация)[1].
- квази- (от лат. quasi- «якобы, как будто») — приставка со значением «мнимый», «ненастоящий» (квазиучёный), а также «почти», «близко» (квазиоптика)[2].
- карбо-, карбон- (от лат. carbo, род. п. от carbonis «уголь») — приставка, означающая «относящийся к углю, к соединениям углерода». Например, карбонаты, карбонилирование.
- кон- (от лат. con- «вместе; вполне») — приставка, означающая: совместность или синхронность описанного основой, например: конвергенция, конверсия, конгломерат, концепция, конформизм и т. д., а также совершённость, полноту, например: конгениальность, консерватизм.
- контр-, контра- (от лат. contra- «(на)против») — приставка, означающая: противоположность или противонаправленность описанного основой, например: контрабанда, контрацепция, контрреволюция, контрреформация и т. д.
- лакт-, лакто- (от лат. lac, род. п. от лат. lactis «молоко») — часть сложных слов, указывающая на отношение к молоку. Например, лактоза, лактобактерии[3].
- мото- (от лат. motor «двигатель») — указание на отношение: 1. к мотору, двигателю (например, мотоцикл, мотовагон, мотовоз); 2. к мотоциклу (например, мотогонки, мотокросс, мотопробег).
- пре- в значении предшествования (преамбула, прелюдия) (от лат. prae- «перед»). При этом «пре-» в значении «высшая степень», «превосходство», «очень» («прелюбезный», «престрашный»[4]), а также в смысле «пере-» Фасмер выводит из праславянского *реr-[5].
- пост- (от лат. post- «после») — существующий или происходящий после: постимпрессионизм.
- радио- (от лат. radio «испускать лучи, излучать») — часть сложных слов, указывающая на отношение к излучению энергии (например, радиация, радиатор), к приёму/передаче информации на расстояние посредством радиоволн (например, радиовещание, радиоприёмник, радиотелескоп).
- ре- (от лат. re) — приставка, указывающая: 1. на возобновление, обновление, повторение чего-либо (например, реновация, реконструкция, регенерация, ретрансляция); 2. на действие, которое противоположно по смыслу корню слова или на противодействие (например, рекуперация, реабсорбция, реакция).
- ультра- (от лат. ultra- «сверх») — крайний, предельный или крайне, предельно[6], чрезвычайная степень чего-либо: ультрафиолет, ультрапастеризация, ультраправые.